# Ferrocarril de Londres y del Noroeste
El Ferrocarril de Londres y del Noroeste (nombre original en inglés: London and North Western Railway, abreviado como LNWR o como L&NWR) era una compañía de transporte ferroviario británica activa entre 1846 y 1922. A finales del siglo XIX era la sociedad por acciones más grande del Reino Unido.
En 1923 se convirtió en parte del Ferrocarril de Londres, Midland y Escocés (LMS), y en 1948 se integró en la Región de Londres Midland de British Railways, de manera que el LNWR es el antecedente inmediato de la Línea Principal de la Costa Oeste actual.

## Historia

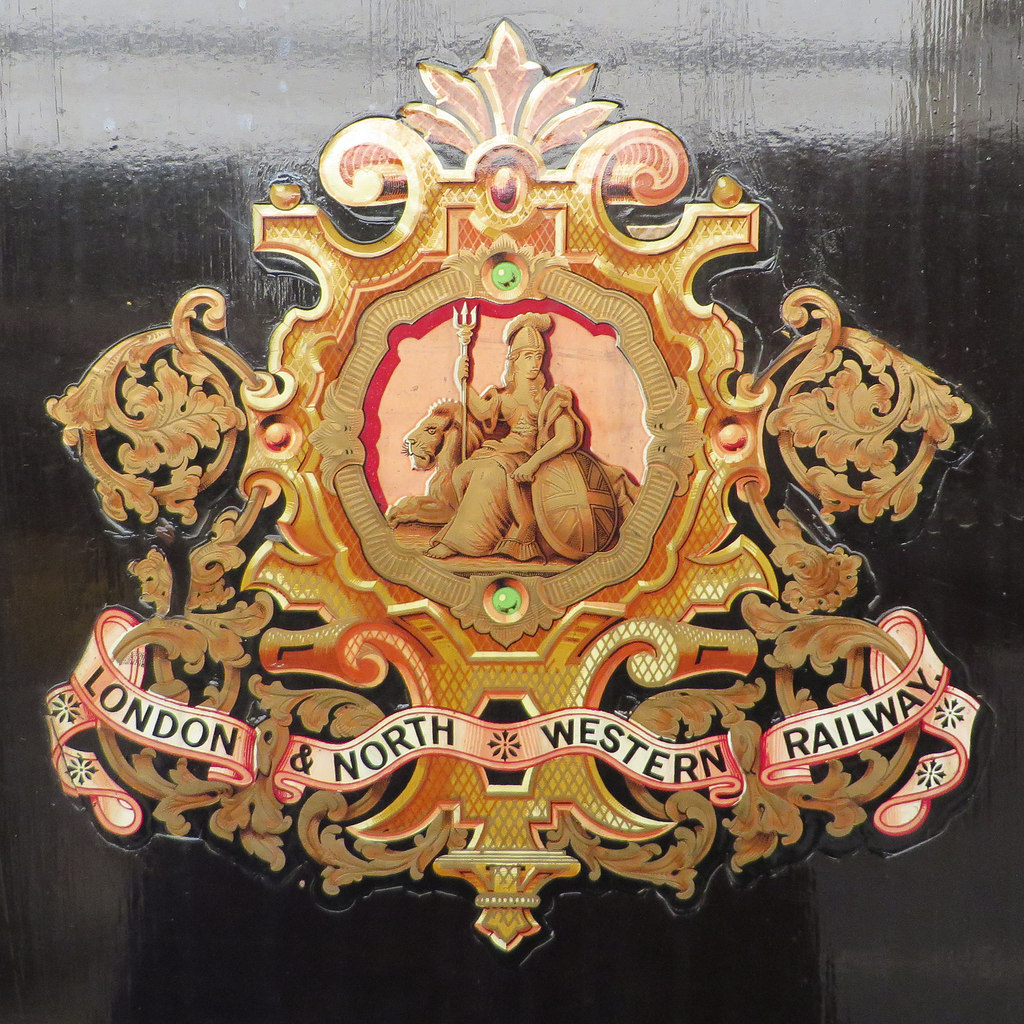
Emblema de la compañía

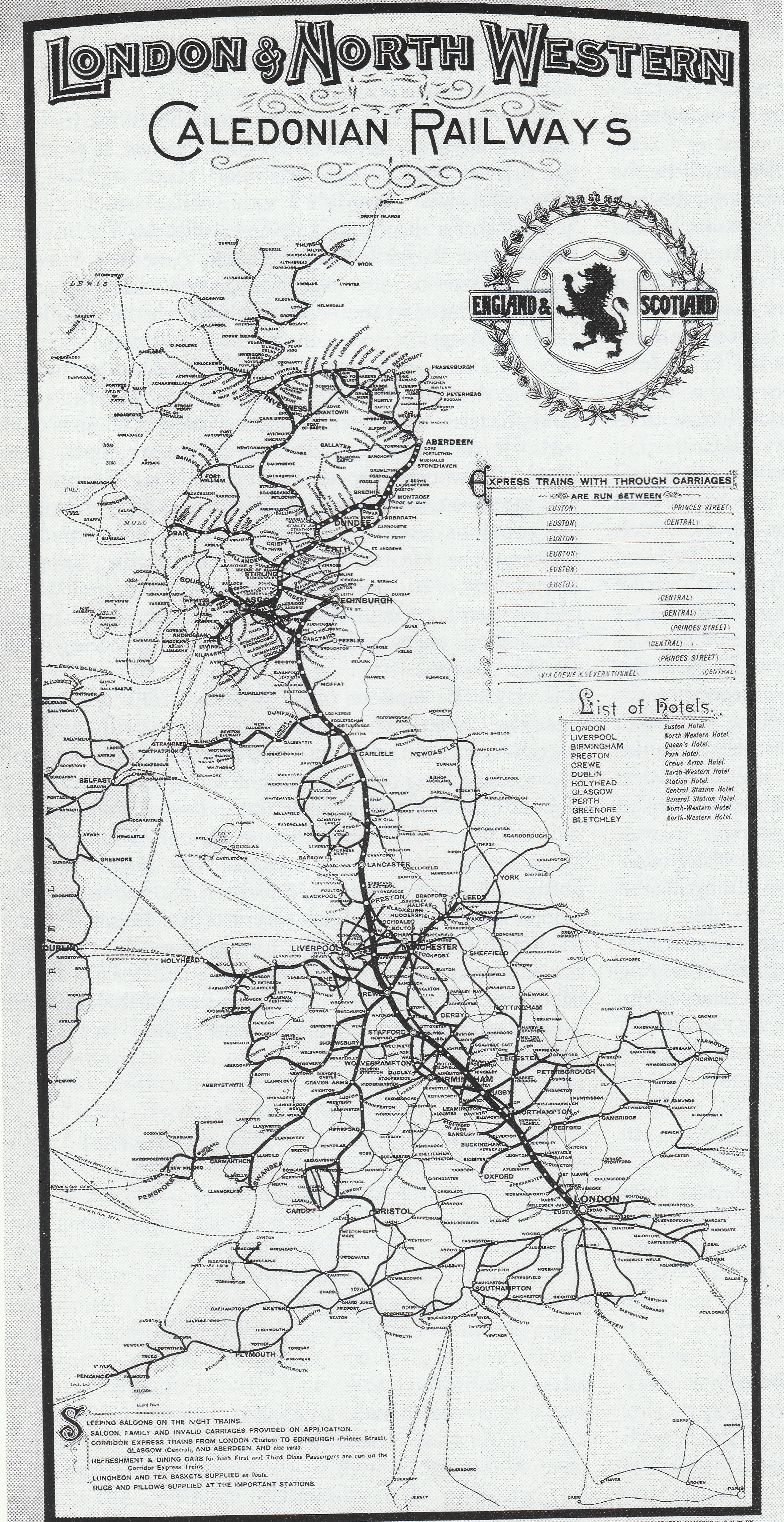
Mapa de principios del siglo XX de la red del LNWR y de su socio escocés, el Ferrocarril de Caledonia (al norte de) Las líneas negras gruesas indican las líneas de las dos compañías

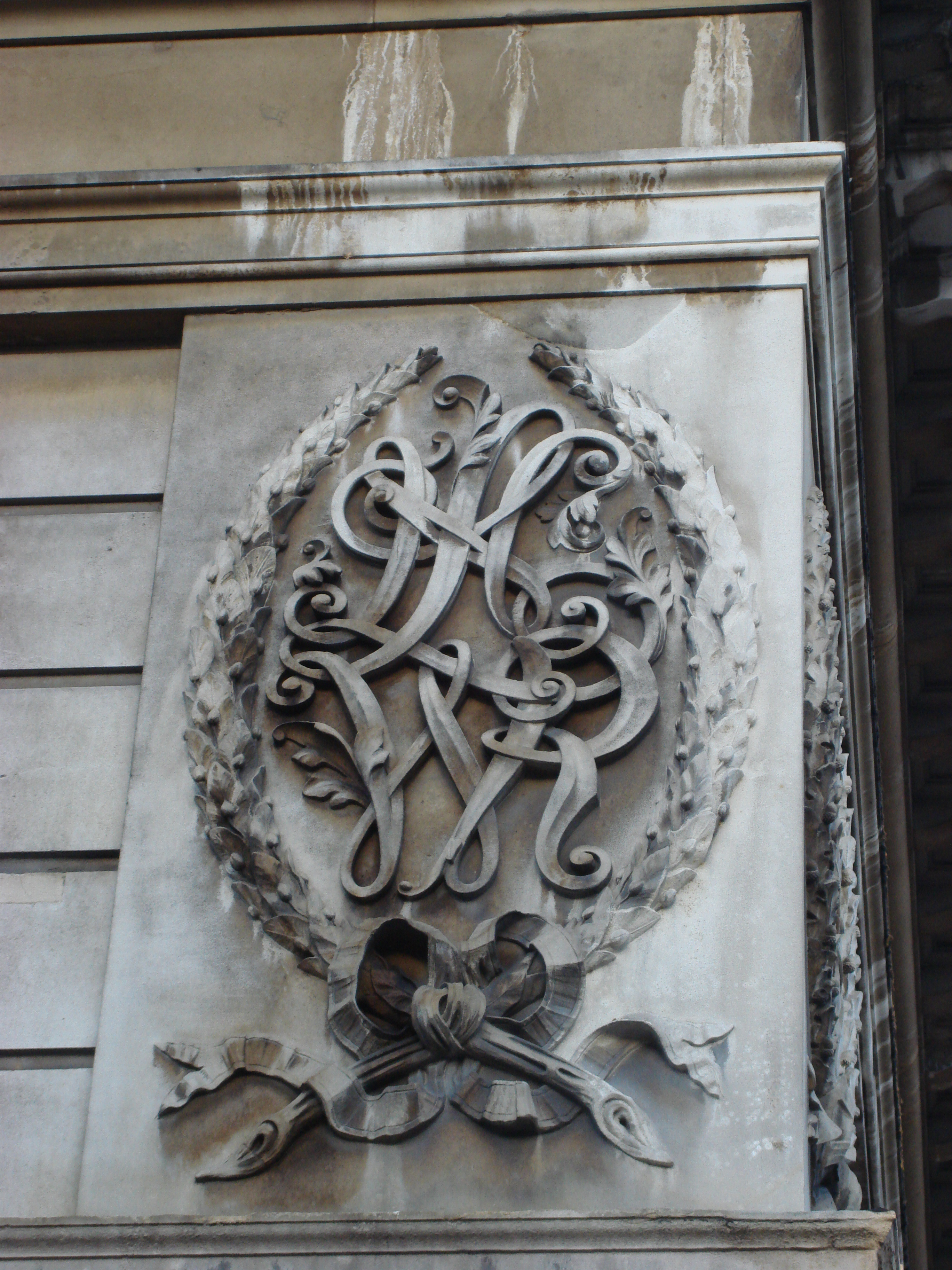
Las iniciales del LNWR talladas en piedra de Pórtland en la entrada de la Estación de Euston

La empresa se formó el 16 de julio de 1846 mediante la fusión del Ferrocarril Grand Junction, del Ferrocarril de Londres y Birmingham y del Ferrocarril de Mánchester y Birmingham. Este movimiento fue impulsado, en parte, por los planes del Great Western Railway para tender un ferrocarril hacia el norte de Oxford con destino a Birmingham. Inicialmente, la empresa tenía una red de aproximadamente 350 millas (563,3 km), que conectaba Londres con Birmingham, Crewe, Chester, Liverpool y Mánchester.
Su sede estaba en la Estación de Euston. A medida que aumentaba el tráfico, se amplió considerablemente con la apertura en 1849 del Gran Salón, diseñado por Philip Charles Hardwick en estilo clásico. Tenía 126 pies (38,4 m) de largo, 61 pies (18,6 m) de ancho y 64 pies (19,5 m) de alto, y costó 150.000 libras (unos 16.6 millones de £ actualizados). La estación estaba en Drummond Street. Se añadieron dos andenes adicionales en la década de 1870 y otros cuatro más en la década de 1890, lo que elevó el total a 15.
El LNWR se describía a sí mismo como la Primera Línea, una denominación justificada porque incluía el Ferrocarril de Liverpool y Mánchester, pionero en 1830, y además la línea principal del LNWR original que unía Londres, Birmingham y Lancashire había sido el primer ferrocarril de larga distancia de Gran Bretaña, inaugurado en 1838. Al ser la sociedad por acciones más grande del Reino Unido, obtenía mayores ingresos que cualquier otra compañía ferroviaria de su época.
Con la adquisición en 1846 del Ferrocarril Unión del Norte por parte del Ferrocarril Grand Junction, el Ferrocarril de Londres y del Noroeste extendió sus operaciones hacia el norte hasta alcanzar Preston. En 1859, el Ferrocarril de Lancaster y de Conexión con Preston se fusionó con el Ferrocarril de Lancaster y Carlisle y esta empresa combinada fue arrendada al Ferrocarril de Londres y del Noroeste, lo que le dio una ruta directa de Londres a Carlisle.
En 1858, se fusionaron con el Ferrocarril de Chester y Holyhead y se hicieron responsables de los lucrativos trenes del Correo de Irlanda a través de la Línea Principal del Norte de Gales a Holyhead.
El 1 de febrero de 1859, la compañía lanzó el servicio de "correo limitado", que solo podía llevar tres coches de pasajeros, uno para Glasgow, Edimburgo y Perth. El director general de Correos siempre estaba dispuesto a permitir un cuarto coche, siempre que el aumento de peso no hiciera perder tiempo al tren en el recorrido. El tren estaba programado para salir de Euston a las 20.30 y funcionó hasta que se dispuso en 1885 de un tren correo formado en su totalidad por furgones de la Oficina de Correos. El 1 de octubre de 1873, el primer coche cama circuló entre Euston y Glasgow, adjunto al tren limitado al correo. Funcionaba tres noches a la semana en cada dirección. El 1 de febrero de 1874 se añadió un segundo coche, y el servicio pasó a funcionar todas las noches.
En 1860, la empresa fue pionera en el uso de las tomas de agua para las locomotoras de vapor diseñados por John Ramsbottom. Se introdujo en una sección de vía nivelada en Mochdre, entre Llandudno Junction y Colwyn Bay.

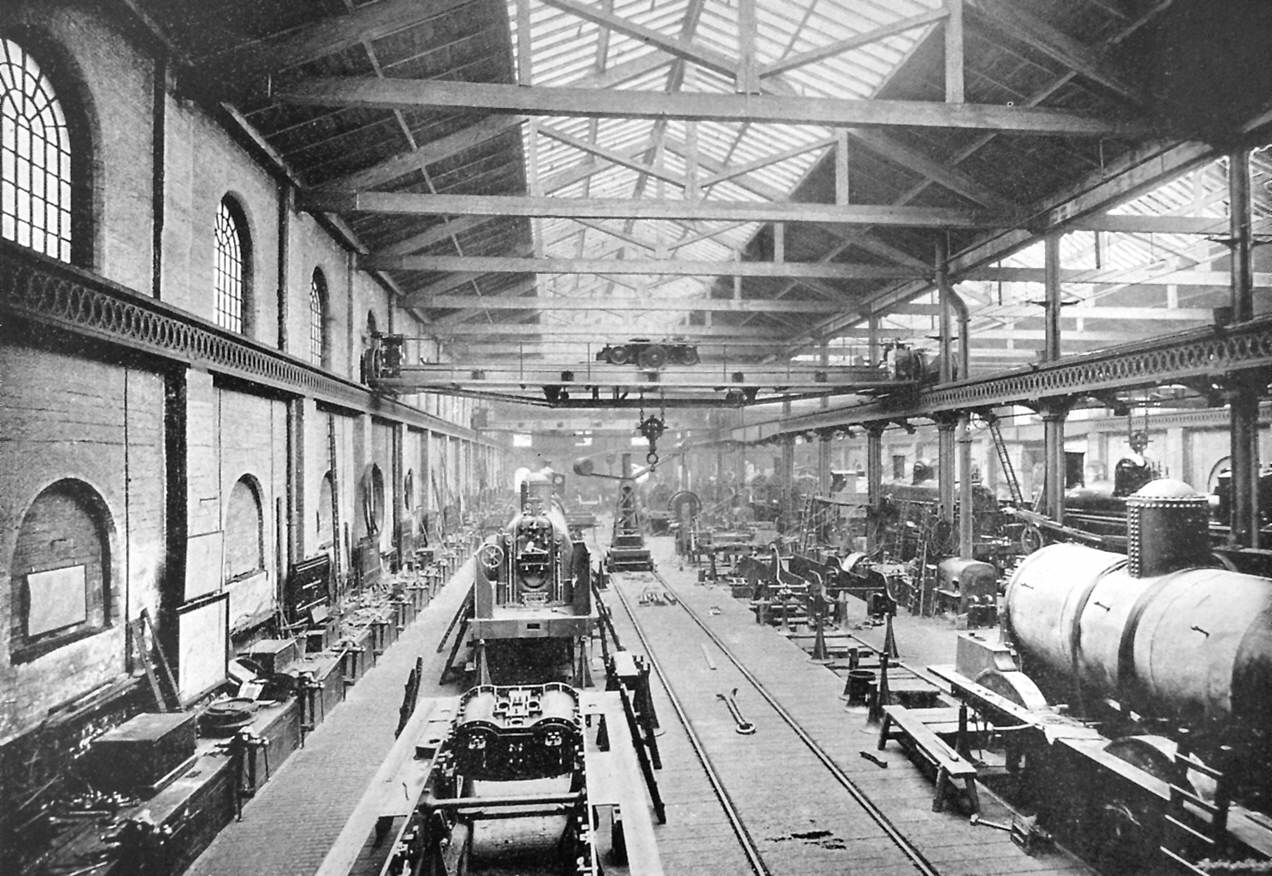
El taller de montaje en la factoría de locomotoras de Crewe (hacia 1890)

La empresa heredó una serie de instalaciones de fabricación de las empresas con las que se fusionó, pero fueron objeto de reorganización, y a partir de 1862 la construcción y el mantenimiento de locomotoras se realizó en los Talleres de Locomotoras de Crewe, la construcción de coches de viajeros se realizó en Wolverton y la construcción de vagones se concentró en Earlestown.
En el núcleo del LNWR se encontraba la red de líneas principales que conectaban la Estación de Euston con las ciudades de Birmingham, Liverpool y Mánchester y (a través de la cooperación con el Ferrocarril de Caledonia) Edimburgo y Glasgow. Esta ruta se conoce hoy como la Línea Principal de la Costa Oeste. Un servicio de ferry también unía Holyhead con Greenore en el condado de Louth, donde el LNWR era propietario del Ferrocarril de Dundalk, Newry y Greenore, que con sus 26 millas (41,8 km) de longitud permitía el enlace con otras líneas de la red principal irlandesa en Dundalk y Newry.
El LNWR también tenía la Línea de Huddersfield que conectaba Liverpool y Mánchester con Leeds, y rutas secundarias que se extendían a Nottingham, Derby, Peterborough y Gales del Sur.
En su apogeo, justo antes de la Primera Guerra Mundial, sus líneas totalizaban 1500 millas (2414,0 km) y la compañía empleaba a 111.000 personas. En 1913, la empresa logró unos ingresos totales de 17.219.060 libras esterlinas (unos 1.8 mil millones de £ actualizados) con unos gastos de explotación de 11.322.164 libras esterlinas (unos 1.19 mil millones de £ actualizados).
El 1 de enero de 1922, un año antes de que se fusionara con otras compañías para crear el Ferrocarril de Londres, Midland y Escocés (LMS), el LNWR se unió con el Ferrocarril de Lancashire y Yorkshire (incluida su subsidiario, el Ferrocarril de Dearne Valley) y al mismo tiempo absorbió el Ferrocarril del Norte de Londres y la Compañía de los Ferrocarriles Unión y Canal de Shropshire, anteriormente controlada por el LNWR, alcanzando sus rutas una longitud total (incluyendo las líneas conjuntas y las líneas arrendadas u operadas por la compañía) de 2707,88 millas (4357,9 km).
La empresa construyó un monumento conmemorativo de la guerra en forma de obelisco junto a la estación de Euston, con el fin de recordar a los 3719 empleados de la compañía que murieron en la Primera Guerra Mundial. Después de la Segunda Guerra Mundial, los nombres de los trabajadores del LMS muertos en el conflicto se agregaron al obelisco.

## Electrificación
Entre 1909 y 1922, el LNWR emprendió un proyecto a gran escala para electrificar la totalidad de su red suburbana en el interior de Londres.
La red suburbana interna de la compañía abarcaba las líneas desde London Broad Street hasta Richmond y desde London Euston hasta Watford, con ramales como el de Watford a Croxley Green. Allí también había enlaces al Ferrocarril del Distrito en Earl's Court y sobre la ruta a Richmond. Con la extensión de la línea de metro de Bakerloo sobre la Línea de Watford DC, el ferrocarril se electrificó a 630 V CC. La corriente se generaba en la central eléctrica del LNWR en Stonebridge Park y en un edificio construido en Croxley Green.

## Sucesores
El LNWR se convirtió en un componente del ferrocarril London, Midland and Scottish (LMS) cuando los ferrocarriles de Gran Bretaña se fusionaron en el grouping de 1923. Las líneas ex-LNWR formaron el núcleo de la División Oeste de LMS.
Estatización siguió en 1948, y las líneas inglesa y galesa del LMS se convirtieron en  London Midland Region of British Railways. Algunas rutas anteriores de LNWR se cerraron posteriormente, en particular las líneas que van de este a oeste a través de Midlands (por ejemplo, Peterborough a Northampton y Cambridge a Oxford), pero otras se desarrollaron como parte de Inter City network, en particular las líneas principales de Londres a Birmingham, Manchester, Liverpool y Carlisle, conocidos colectivamente en la era moderna como West Coast Main Line. Estos se electrificaron en las décadas de 1960 y 1970, y se mejoraron aún más en las décadas de 1990 y 2000, con trenes que ahora funcionan a hasta 125 mph. Otras líneas LNWR sobreviven como parte de las redes de cercanías en las principales ciudades como Birmingham y Manchester. En 2017, se anunció que el nuevo franquiciado de West Midlands y los servicios semirrápidos de la costa oeste entre Londres y el noroeste de Inglaterra utilizarían la marca  London Northwestern Railway como homenaje al LNWR.

## Adquisiciones
- Ferrocarril de Anglesey Central, 1876
- Ferrocarril de Ashby y Conexión de Nuneaton (conjuntamente con el Ferrocarril de Midland) 1873
- Ferrocarril de Aylesbury,[18]  1846
- Ferrocarril de Bedford y Cambridge, 1865
- Ferrocarril de Birkenhead, 1861 (conjuntamente con el GWR)
- Ferrocarril de Birmingham, Wolverhampton y Stour Valley, 1847 (la Línea de Stour Valley)
- Ferrocarril de Brynmawr y Blaenavon, 1869
- Ferrocarril de Brynmawr y los Valles del Oeste, 1902 (conjuntamente con el GWR)
- Ferrocarril de Buckinghamshire,[19] 1847
- Ferrocarriles de Cannock Chase, 1863
- Ferrocarril de Cannock Mineral, 1869
- Ferrocarril de Carnarvon y Llanberis, 1870
- Ferrocarril de Carnarvonshire, 1870
- Ferrocarril de Gales Central, 1868
- Ferrocarril de Gales Central y Conexión con Carmarthen, 1891
- Ferrocarril de Gales Central Extensión, 1868
- Ferrocarril de Chester y Holyhead, 1858
- Ferrocarril de Cockermouth y Workington, 1866
- Ferrocarril de Conway y Llanrwst, 1867
- Ferrocarril de Cromford y High Peak, 1862
- Ferrocarril de Denbigh, Ruthin y Corwen, 1879
- Ferrocarril de Dundalk, Newry y Greenore, 1869
- Ferrocarril de Fleetwood, Preston y Conexión con West Riding, 1867 (conjuntamente con el Ferrocarril de Lancashire y Yorkshire)
- Ferrocarril de Conexión con Hampstead, 1867
- Ferrocarril de Harrow y Stanmore, 1899
- Ferrocarril y Canal de Huddersfield y Mánchester, 1847
- Ferrocarril de Knighton, 1863
- Ferrocarril de Lancashire y Yorkshire, 1921
- Ferrocarril de Lancashire Union, 1883 (conjuntamente con el Ferrocarril de Lancashire y Yorkshire)
- Ferrocarril de Lancaster y Carlisle, 1859
- Ferrocarril de Leeds, Dewsbury y Mánchester, 1847
- Ludlow y Clee Hill, 1892 (conjuntamente con el GWR)
- Ferrocarril de Mánchester Conexión Sur y Altrincham, 1849 (conjuntamente con el Ferrocarril de Sheffield, Ashton-under-Lyne y Mánchester)
- Ferrocarril de Merthyr, Tredegar y Abergavenny, 1862
- Ferrocarril de Nerquis, 1866
- Ferrocarril de Newport Pagnell, 1875
- Ferrocarril del Norte y Conexión con el Noroeste, 1871 (conjuntamente con el Ferrocarril de Midland y el Ferrocarril del Norte de Londres)
- Ferrocarril del Norte de Londres, 1909 (que retuvo su propio consejo)
- Ferrocarril de Northampton y Peterborough, 1846
- Ferrocarril de Oldham, Ashton y Guide Bridge, 1862 (conjuntamente con el Ferrocarril de Mánchester, Sheffield y Lincolnshire)
- Ferrocarril de Portpatrick y Wigtownshire, 1885 (conjuntamente con el Ferrocarril de Midland, el Ferrocarril de Caledonia y el Ferrocarril de Glasgow y del Suroeste)
- Ferrocarril de Preston y Wyre, 1847 (conjuntamente con el Ferrocarril de Lancashire y Yorkshire)
- Ferrocarril de Rugby y Leamington, 1848
- Ferrocarril de Rugby y Stamford, 1846
- St George's Harbour, 1861
- Canal y Ferrocarril de St Helens, 1864
- Ferrocarril de Shrewsbury y Hereford, 1862 (conjuntamente con el GWR y el Ferrocarril de West Midland)
- Ferrocarril de Shrewsbury y Welshpool, 1864 (conjuntamente con el GWR desde 1865)
- Ferrocarriles y Canal Shropshire Union, 1847
- Ferrocarril de Sirhowy, 1876
- Ferrocarril de South Leicestershire, 1867
- Ferrocarril de South Staffordshire, 1861
- Ferrocarril de Stockport, Disley y Whaley Bridge, 1866
- Ferrocarril de Trent Valley, 1847
- Ferrocarril de Tenbury, 1866 (conjuntamente con el GWR desde 1869)
- Ferrocarril de Vale de Clwyd, 1867
- Ferrocarril de Vale de Towy, 1884 (conjuntamente con el GWR desde 1889)
- Ferrocarril de Warrington y Stockport, 1859
- Ferrocarril de Watford y Rickmansworth, 1881
- Ferrocarril de Extensión del Oeste de Londres, 1859 (conjuntamente con el GWR, el Ferrocarril de Londres y del Suroeste y el LBSCR)
- Ferrocarril de Whitehaven, Cleator y Egremont, 1877 (conjuntamente con el Ferrocarril de Furness desde 1878)
- Ferrocarril de Whitehaven Junction, 1866

## Locomotoras

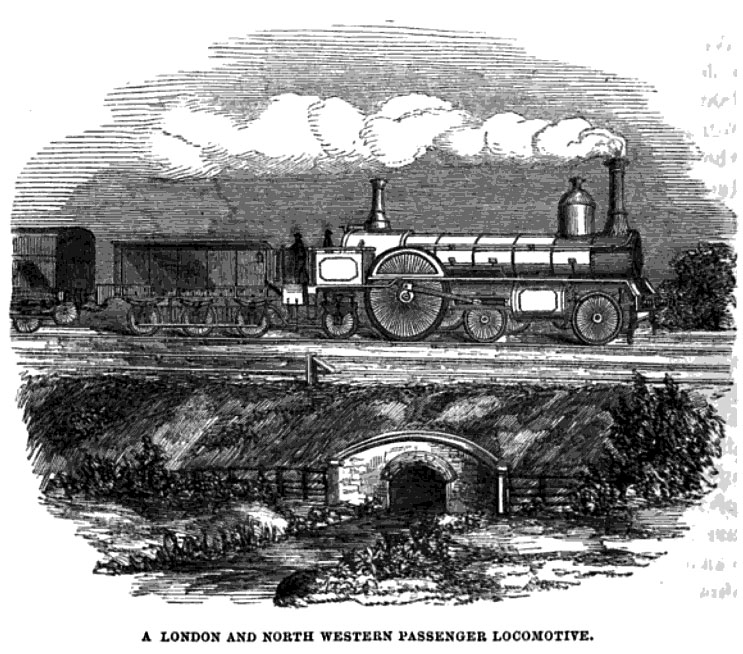
Locomotora de pasajeros del LNWR (hacia 1852)

Las principales instalaciones de ingeniería del LNWR estaban en Crewe (locomotoras), Wolverton (coches) y Earlestown (vagones). Las locomotoras solían pintarse de verde al principio, pero en 1873 se adoptó el negro como librea estándar. Este acabado ha sido descrito como "blackberry black".

## Accidentes e incidentes
Entre los principales accidentes del LNWR figuran los siguientes:
- El 26 de marzo de 1850, la caldera de una locomotora explotó en Wolverton, Buckinghamshire debido a la manipulación de la válvula de alivio de presión. Una persona resultó herida.[20]
- El 30 de abril de 1851, un tren que regresaba de Chester Races se averió en el túnel de Sutton y el siguiente tren chocó contra él. Seis pasajeros murieron.[9]
- El 6 de septiembre de 1851, un tren que se dirigía a la Gran Exposición que regresaba de Euston a Oxford descarriló en Bicester y seis pasajeros murieron.[9]
- El 6 de marzo de 1853 explotó la caldera de una locomotora en Longsight, Lancashire. Seis personas murieron y la cochera donde se encontraba sufrió graves daños.[20]
- El 27 de agosto de 1860, un tren de pasajeros chocó con un tren de mercancías en Craven Arms y un pasajero murió.[9]
- El 16 de noviembre de 1860, el correo nocturno de Irlanda se topó con un tren de ganado en Atherstone. Murieron el fogonero del tren correo y nueve tripulantes del tren de ganado.[9]
- El 11 de junio de 1861 se produjo el colapso del puente de Wootton en Leek Wootton, Warwickshire, un puente de fundición de hierro que se hundió al paso de un tren de mercancías. Murieron los dos tripulantes de la locomotora.
- El 2 de septiembre de 1861, un tren cargado de balasto salió de un apartadero hacia la línea principal justo después de Kentish Town Junction sin el permiso del señalero, y un tren con una excursión de Kew chocó con él, produciéndose la muerte de catorce pasajeros y de dos empleados.[9]
- El 29 de junio de 1867, un tren de pasajeros chocó contra la parte trasera de un tren de carbón en Warrington, Cheshire debido a un error del guardagujas que se vio agravado por la falta de enclavamiento entre los desvíos y las señales. Ocho personas murieron y 33 resultaron heridas.
- El 20 de agosto de 1868, una hilera de vagones se escapó de Llandulas, Denbighshire, durante operaciones de maniobras. Posteriormente, los vagones chocaron con el Correo irlandés en Abergele, Denbighshire. El queroseno transportado en los vagones se incendió, quemando los trenes siniestrados. Treinta y tres personas murieron en lo que entonces se convirtió en el accidente ferroviario más mortífero que había ocurrido en el Reino Unido.
- El 14 de septiembre de 1870, un tren correo se desvió hacia un apartadero en la estación de Tamworth, Staffordshire, debido a un error del encargado de las señales. El tren se estrelló contra los topes y terminó en el río Anker, matando a tres personas.[21]
- En 1870, un tren de carga del Ferrocarril del Noreste rebasó las señales y chocó con un tren de pasajeros en St. Nicholas Crossing, Carlisle. Cinco personas murieron. El maquinista del tren de carga estaba intoxicado.[21]
- El 26 de noviembre de 1870, un tren correo chocó por detrás con un tren de carga en Harrow, Middlesex. Ocho personas murieron.[21]
- El 2 de agosto de 1873, un tren de pasajeros descarriló en Wigan, Lancashire, por exceso de velocidad. Trece personas murieron y 30 resultaron heridas.
- El 22 de diciembre de 1894, el descarrile de un vagón dañó la línea principal en Chelford, Cheshire, lo que provocó el accidente ferroviario de Chelford cuando descarriló en este punto un tren expreso. Catorce personas murieron y 48 resultaron heridas.
- El 15 de agosto de 1895, un tren expreso de pasajeros descarriló en Preston, Lancashire, debido a la velocidad excesiva en una curva. Una persona resultó muerta.[22]
- El 12 de enero de 1899, un tren de carga expreso descarriló en Penmaenmawr, Caernarfonshire, debido a que el mar dañó la infraestructura de la vía durante una tormenta. Los dos tripulantes de la locomotora murieron.[23]
- El 15 de agosto de 1903, dos trenes de pasajeros chocaron en Preston, Lancashire, debido al fallo de unos desvíos.[24]
- El 15 de octubre de 1907, un tren correo descarriló en Shrewsbury, Shropshire, debido a la velocidad excesiva en una curva. Dieciocho personas murieron.[25]
- El 19 de agosto de 1909, un tren de pasajeros descarriló en Friezland, Yorkshire del Oeste. Dos personas murieron.[26]
- El 5 de diciembre de 1910, un tren de pasajeros sufrió una colisión trasera en Willesden Junction, Londres. Tres personas murieron y más de 40 resultaron heridas.[27]
- El 17 de septiembre de 1912, el conductor de un tren expreso interpretó mal las señales en Ditton Junction, Cheshire, causando el accidente de Ditton Junction al descarrilar el tren cuando circuló por uno desvío a excesiva velocidad. Quince personas murieron.
- El 14 de agosto de 1915 se produjo el accidente ferroviario de Weedon, cuando un tren expreso de pasajeros descarriló debido a un problema en la locomotora. Diez personas murieron y 21 resultaron heridas.
- El 11 de noviembre de 1921 explotó la caldera de una locomotora en Buxton. Dos personas murieron.[28]

Los incidentes menores incluyen:
- En 1900, los vagones de un tren que transportaba traviesas se incendiaron por el calor del sol en Earlestown, Lancashire, destruyendo varios de ellos.[25]

## Buques
El LNWR operó varios barcos en los cruces del mar de Irlanda entre Holyhead y Dublín, Howth, Kingstown o Greenore. En Greenore, el LNWR construyó y operó el Ferrocarril de Dundalk, Newry y Greenore para unir el puerto con la Línea de Belfast-Dublín, operada por el Gran Ferrocarril del Norte.
El LNWR también operó un servicio conjunto con el Ferrocarril de Lancashire y Yorkshire desde Fleetwood (Lancashire) a Belfast y Derry.

## Personas notables

### Presidentes de la Junta Directiva
- 1846-1852 - George Glyn, más tarde 1er barón Wolverton
- 1852-1853 - Major-General George Anson
- 1853-1861 - Marqués de Chandos, posteriormente 3er duque de Buckingham y Chandos
- 1861 - Almirante Constantine Richard Moorsom
- 1861-1891 - Richard Moon, Sir Richard Moon desde 1887
- 1891-1911 - Lord Stalbridge
- 1911-1921 - Gilbert Claughton, Sir Gilbert Claughton desde 1912
- 1921-1923 - Charles N. Lawrence, posteriormente barón Lawrence de Kingsgate

### Miembros de la Junta Directiva
- John Pares Bickersteth[29]
- Michael Linning Melville[30]
- Frederick Baynes[29]
- Henry Booth
- John Albert Bright[29]
- Ralph Brocklebank[29]
- Sir Thomas Brooke, 1er baronet[29]
- Philip Henry Chambres[29]
- William E. Dorrington[29]
- Edmund Faber, 1er barón Faber[29]
- Alfred Fletcher[29]
- Samuel Robert Graves[31]
- Rupert Guinness, 2º conde de Iveagh[29]
- Theodore Julius Hare[29]
- John Hick[32]
- A. H. Holland-Hibbert[29]
- Sir William Houldsworth, 1er baronet[29]
- J. Bruce Ismay[29]
- Teniente Coronel Amelius Lockwood, 1er barón Lambourne[29]
- William Lowther[29]
- General de Brigada Lewis Vivian Loyd[29]
- Miles MacInnes[29]
- Edward Nettlefold[29]
- David Plunket, 1er barón Rathmore[29]
- Cromartie Sutherland-Leveson-Gower, 4º duque de Sutherland[29]
- Henry Ward[29]

### Gerentes Generales
- 1846-1858 - Capitán Mark Huish
- 1858-1874 - William Cawkwell
- 1874-1893 - Sir George Findlay (nombrado caballero en 1892)
- 1893-1908 - Sir Frederick Harrison (nombrado caballero en 1902)
- 1909-1914 - Sir Frank Ree (nombrado caballero en 1913)
- 1914 - Sir Robert Turnbull (nombrado caballero en 1913)
- 1914-1919 - Sir Guy Calthrop (hecho barón en 1918)
- 1919-1920: Isaac Thomas Williams (nombrado caballero c. 1919)
- 1920-1923: Arthur Watson

### Ingenieros civiles en jefe
- Robert Stephenson hasta 1859
- William Baker 1859-1878[33]
- Francisco Stevenson 1879-1902[34]
- Edward Baylies Thornhill 1902[35] -1909
- Ernest Frederic Crosbie Trench 1909[36] -1923 (luego ingeniero jefe de London, Midland and Scottish Railway)

### Superintendentes de locomotoras e ingenieros mecánicos jefes
División Sur:
- 1846-1847 - Edward Bury
- 1847-1862 - James McConnell

División Noreste:
- 1846-1857 - John Ramsbottom[37]

La División NE pasó a formar parte de la División N en 1857.
División Norte:
- 1846-1857 - Francis Trevithick
- 1857-1862 - John Ramsbottom[37]

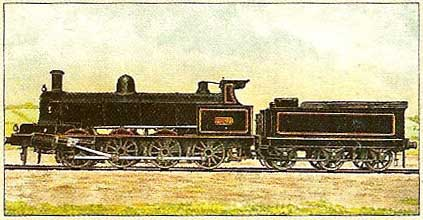
Locomotora Webb LNWR No. 1881, una máquina del tipo 0-8-0 de cuatro cilindros compound (portada de la revista The Railway Magazine de junio de 1903)

Las Divisiones Norte y Sur se fusionaron desde abril de 1862:
- 1862-1871 - John Ramsbottom[37]
- 1871-1903 - Francis William Webb
- 1903-1909 - George Whale
- 1909-1920 - Charles Bowen Cooke
- 1920-1921 - Hewitt Pearson Montague Beames
- 1922 - George Hughes (ex-Ferrocarril de Lancashire y Yorkshire)

### Abogados
- 1830-1861: Samuel Carter, con dedicación continua para las empresas subsidiarias[38]

## Preservación
- Se han preservado algunas secciones de la antigua L&NWR transformadas en ferrocarriles patrimoniales, como el Ferrocarril de la Línea de Battlefield, el Ferrocarril de Nene Valley y el Ferrocarril de Northampton & Lamport. Este último edita una publicación trimestral titulada Premier Line.[39]
- Una sección de la antigua línea del L&NWR y los edificios de la estación se conservan en Quainton, cerca de Aylesbury. Es administrado por la Sociedad de preservación del Ferrocarril de Buckinghamshire y alberga material rodante original del L&NWR en la antigua estación de Oxford Rewley Road. Opera regularmente trenes de vapor utilizando varias locomotoras.